# Битка при Гавгамела
Битката при Гавгамела е решителната битка между войските на Александър Македонски и на персийския велик цар Дарий III на равнината край село Гавгамела (дн. източно от Мосул, Северен Ирак) на 1 октомври 331 г. пр.н.е. Тя завършва с решителна македонска победа, която отваря пътя на Александър към персийската столица Вавилон, както и към завладяването на останалата част от Персийската империя без да срещне голяма по-нататъшна съпротива.

## Предистория
През двете години след битката при Иса Александър Македонски завладява източния бряг на Средиземно море и Египет, след което се отправя към сърцето на Персийската империя, прекосявайки реките Ефрат и Тигър, срещайки символична съпротива. Междувременно Дарий III създава огромна армия, зовейки мъже от краищата на империята си. Той планира да използва превъзходството си по брой, за да победи Александър и избира равно поле близо до село Гавгамела („Камилска гърбица“, наречено така заради формата на хълм в местността), където Александър да не може да се възползва от терена и където Дарий да може да разгърне огромната си армия. Дарий заповядва допълнително подравняване на равнината и премахване на растителността, за да може да увеличи до крайност ефективността на въоръжените си със странични остриета колесници. Той има отлична продоволствена база в Арбела (дн. гр. Ербил, Северен Ирак). Лунното затъмнение на 20 септември обаче е изтълкувано от някои в персийския лагер като зловещ знак за съдбата на Персия.
На 30 септември Александър повежда мъжете си преди изгрев, може би надявайки се да изненада персийците, както е станало при р. Граник. Разузнавачите на Дарий обаче го предупреждават и Александър се връща в лагера си. В навечерието на битката някои от пълководците на Александър изразяват мнението, че трябва да се нападне през нощта, за да се неутрализира превъзходството на Дарий, но Александър отхвърля предложението с обяснението, че тъй като не е обикновен пълководец няма да действа като такъв. Дарий очаква нощна атака и държи войските се будни, което ги изтощава, докато македонските войници си почиват. Призори Александър отправя молитва към бог Зевс и войниците му възторжено забелязват орел, който лети по посока персийската армия, изтълкуван от тях като предзнаменование за победа.

## Разположение на силите

### Персийци
Дарий разполага армията си на бойното поле преди пристигането на Александър. Той има на разположение най-добрите конници от източните провинции на империята, както и от скитските си съюзници. Той също има 200 въоръжени със странични остриета колесници, както и 15 индийски слона, за чието участие в битката обаче няма записани сведения. Дарий заема центъра на войската си заедно с най-добрата си пехота, каквато е персийската традиция. Вдясно от него е карийската кавалерия, гръцките наемници и персийската конна гвардия. В центъра на десния фланг поставя персийската пехотна гвардия (известни като Безсмъртните сред гърците), индийската конница и мардийските стрелци. И на двата фланга има кавалерия. Източният сатрап Бес командва левия фланг, съставен от бактрийска, арахосийска, персийска, суска, кадуска и скитска конница. Отпред са разположени колесниците с малка група бактрийци. Сатрапът на Вавилония Мазей командва десния фланг, съставен от сирийска, медийска, месопотамска, партска, сакска, тапурска, хирканийска, кавказка, сакесинийска, кападокийска и арменска конница. Кападокийците и арменците са разположени пред другите части и водят нападението. Кавказката и сакесинийската конница са изпратени да обходят левия македонски фланг.

### Македонци
Македонците са разделени на две, като десният фланг е под прякото пълководство на Александър, а левият на Парменион. Александър се бие заедно с придружаващата конница, включваща македонска и пейонийска лека конница. Наемната конница е разделена на две, като ветераните са изпратени на десния край на крилото, а останалите са поставени пред македонските и агрийските стрелци, които от своя страна са разположени до фалангата. Левият фланг на Парменион включва тесалийска, наемна гръцка и тракийска конница. Тяхната задача е да удържат фронта, докато Александър нанесе решителен удар отдясно. В десния център на македонската формация са критски наемници. Зад тях са тесалийската конница и ахейските наемници. Вдясно от тях се намира друга част от съюзната гръцка конница. Оттам нататък е фалангата, разположена в двойна редица. Поради превъзходството на персийците по брой и факта, че персийската линия е по-дълга с 1,5 км от македонската, изглежда неизбежно, че персите ще обходят македонските флангове. На втората линия на фалангата е заповядано да се заеме с обхождащи по фланга перси – тя може лесно да се обърне за отбраната откъм тила.

## Ход на битката

### Начало
Александър започва със заповед към пехотата си да тръгне във фалангова формация към персийския център. Македонците напредват с крилата обърнати под ъгъл 45 градуса, за да се примами противниковата конница да нападне. Докато фалангата се бие с персийската пехота, която включва редовни части и Безсмъртни, Дарий изпраща голяма част от кавалерията си и части от редовната си пехота да нападне Парменион на левия македонски фланг.
По време на битката Александър използва необичайна стратегия, която е повторена само няколко пъти в историята. Планът му предвижда да се привлече колкото се може повече от персийската кавалерия към фланговете. Целта на това е да се открие пролука в линията на Дарий, където да може да се нанесе решителен удар. Това изисква почти съвършено времево и пространствено придвижване, а също и Дарий да бъде принуден да действа първи, въпреки неохотата си да го стори след опита, получен в битката при Иса.
Дарий заповядва на въоръжените си със странични остриета колесници да влязат в действие. Македонците обаче са подготвени за нападението на колесниците. Част от първата македонска редица отстъпва, докато останалата част държи дългите си до 6 метра копия (сариса) напред, тъй че конете да предпочетат мястото, където е „дупката“, където обаче се натъкват на копията на задната редица, а страничните войници довършват екипажите на колесниците.

### Решителното нападение на Александър
Докато персийците се придвижват все повече към македонските флангове в настъплението си, Александър придвижва напред ариергарда си. Той повежда кавалерията си, която придобива форма на грамаден клин надясно успоредно на персийската армия. Зад тях са гвардейските части, заедно с фаланги, които Александър може да оттегли от битката в центъра. Дарий вижда, че Александър ще напусне предварително подготвеното от него поле и заповядва на кавалерийски части, водени от Бес, да го последват и пресрещнат. Двете кавалерии се сблъскват в ожесточен бой. Тежко въоръжените скити нанасят големи поражения на македонците. Александър прави всички усилия да удържи персийската атака и включва пехотинци и стрелци в сблъсъка. Той постепенно насочва конницата си под ъгъл насочен към персийската войска, докато накрая се открива празнина между кавалерията на Бес и центъра, където се намира Дарий. Александър прави остър завой и се отправя към пролуката в персийската формация, а скритите зад него пелтасти (лека пехота, въоръжена с прашки, копия и къси лъкове) нападат кавалерията на Бес, за да не може тя да последва Александър. Персийската пехота в центъра все още се бие с фалангите и не може да пресече пътя на Александър. Клинът воден от Александър се врязва в отслабения персийки център и смазва царската гвардия на Дарий и гръцките наемници. Според широко възприетото виждане Дарий сега напуска бойното поле. Ариан пише (Анабазис 3.14):
| „ | За кратко време последва ръкопашен бой, но когато македонската конница, водена лично от Александър, мощно се вряза в персийците, забивайки копията си в лицата им, и когато македонската фаланга в плътен боен ред и настръхнала с дългите си копия също ги атакува, всичко това се стори ужасно на Дарий, който отдавна беше в състояние на страх, тъй че пръв се обърна и побягна. | “ |

Според астрономически дневник написан дни след битката във Вавилон, армията на Дарий е била разбита, когато той е напуснал бойното поле:
| „ | На двадесет и четвъртия ден [от лунния месец] царят на света [т.е. Александър] [издигна своето] знаме [липсва текст]. Един срещу друг се биха и тежко поражение [на царя нанесе]. Царят [т.е. Дарий], войските му го изоставиха и по градовете си [се разотиваха]. Избягаха към земята на Гутите. | “ |

### Левият фланг
Въпреки облаците прах, които ограничават полезрението, Александър може да се впусне в преследване на Дарий. Той обаче получава отчаяни молби за помощ от Парменион на левия фланг (което по-късно е използвано от Калистен и други, за да се злепостави Парменион). Александър е изправен пред избора да преследва Дарий или да помогне на войската си на левия фланг. Той решава да помогне на Парменион.
Докато удържат левия фланг, в линията на македонците се появява пролука между левия фланг и центъра, в която навлизат персийски и индийски конници. Вместо да атакуват левия фланг отстрани или да го заобиколят и да го ударят в тил обаче те продължават към македонския лагер, за да плячкосват. Опитват се да спасят и майката на Дарий Сисигамбис, но тя отказва да тръгне с тях. Когато персийският център рухва Мазей започва да отстъпва, както е направил Бес. За разлика от частите на Бес обаче, персийците на Мазей са подложени на преследване от тесалийците и другите македонски конни части.

## Последици
След края на битката Парменион залавя персийския керван с принадлежности, а Александър и личната му гвардия се опитват да достигнат Дарий. Както и при Иса е заловена голяма плячка, включително 4000 таланта и личната колесница и лък на царя. Уловени са и бойните слонове.
Дарий успява да избяга с малка част от ядрото на силите си. Бактрийската кавалерия на Бес го настига, както и оцелелите от царската гвардия и гръцки наемници. Александър влиза във Вавилон през портата на Ищар на 22 октомври. Градът му е предаден от Мазей без съпротива, а Александър го назначава за сатрап на Вавилония. Дарий се надява, че ще може да събере нова армия, с която отново да се изправи срещу Александър и изпраща писма на източните сатрапи да му останат верни. Той обаче не намира отклик и по-късно Бес организира убийството му и бяга на изток. Птолемей го залавя на следващата година и Александър го екзекутира. Повечето от останалите сатрапи се подчиняват на Александър и запазват постовете си.

## Филм
Битката е пресъздадена във филма на Оливър Стоун от 2004 г. Александър.